# Cophura arizonensis
Cophura arizonensis là một loài ruồi trong họ Asilidae. Cophura arizonensis được Schaeffer miêu tả năm 1916.